# إيلي هايوود
إيلي هايوود، أستاذة فيزياء المناخ في جامعة ريدينغ وكانت رئيسة لهذا القسم من عام 2012 حتى عام 2015. كانت سابقًا عضو في مجلس الجمعية الملكية للأرصاد الجوية ولجنة التعليم. في 1 أكتوبر 2016، أصبحت الرئيس الحادي والثمانين للجمعية.
درست هايوود الفيزياء في جامعة مانشستر ثم أكملت دراسات الحصول على الدكتوراه في جامعة ريدينغ. يركز بحثها على جسيمات الغلاف الجوي في المناخ، لا سيما تأثير الهباء الجوي على تغير المناخ ومحاكاة نماذج المناخ.
عام 2015، تولت أيضًا منصب عميد التنوع والشمول في جامعة ريدينغ، وهي وظيفية مشتركة مع البروفيسور سيمون تشاندلر وايلد.
نوقشت أعمالها في منشورات بارزة، مثل ذي إندبندنت وبي بي سي.  وقد جادلت بأن تبريد الكوكب بشكل مصطنع عن طريق «حقن جزيئات عاكسة صغيرة في الغلاف الجوي» (على النحو الذي اقترحه بول كروتزن، على سبيل المثال)  يمكن أن «يسبب الجفاف والفوضى المناخية» في البلدان الفقيرة،  كما ذكرت أنه «سيكون من الحكمة استكشاف البدائل التي قد تساعدنا في العقود المقبلة».
- مهر،

## روابط خارجية
- مقابلة مع الجمعية الملكية للأرصاد الجوية